# Arphax brunneus
Arphax brunneus is een insect uit de orde Phasmatodea en de  familie Phasmatidae. De wetenschappelijke naam van deze soort is voor het eerst geldig gepubliceerd in 1833 door Gray.
1. ↑  (en) Arphax brunneus op de IUCN Red List of Threatened Species.